# Karbonpapir
Karbonpapir er særligt præpareret papir, der bruges til at fremstillet kopier, når der skrives. Der kan enten bruges kuglepen, skrivemaskine eller printer med anslag (matrixprinter og typehjulsprinter). Karbonpapir benyttes ofte hæftet sammen med blanketter i en 'sandwich', således at der fremstilles et antal kopier under brugen. På den måde kan en person, der har kvitteret for et eller andet, med det samme få en kopi. Blanketter med karbonpapir og flere kopier fås i 'endeløse' baner til visse printere. Karbonpapir findes også som et løst ark, der kan lægges ind mellem to ark på en dags dato-blanket eller lignende. Endelig findes karbonpapir som løse ark i formatet A4, der kan lægges mellem to ark papir, som derefter benyttes i en skrivemaskine. Denne type karbonpapir mangler ofte to af hjørnerne, hvilket gør det nemmere at holde sammen på lagene af papir. Kopierne kan eventuelt skrives på særligt tyndt gennemslagspapir.
Karbonpapir består af et papirlag, kaldet råpapiret, der på den ene side er behandlet med voks for at modvirke arkets tilbøjelighed til at glide. Under voksen findes ofte et påtryk, der viser fabrikantens navn. På den anden side af råpapiret er der et lag plastik kaldet mellemplasten. Dette lag skal forhindre det yderste lag, der består af en fedtet, ikke-tørrende farve i at opsuges i råpapiret. Det er dette farvelag, der smitter af på det bagvedliggende papirark, når der skrives på det forreste ark.
Karbonpapir kan ofte benyttes op til 50 gange, før farven er brugt op. Karbonpapir findes i kvaliteter, der tillader 5, 8 og 12 gennemslag. Karbonpapir tåler dårligt varme og direkte sollys. Sort karbonpapir giver lysægte gennemslag.
Karbonpapir erstattes i nogle tilfælde med selvkopierende papir.